# Steve Gianakos
 (mars 2017).
Steve Gianakos est un artiste américain né en 1938. Il vit et travaille à New York.

## Biographie
Steve Gianakos commence à travailler dans les années 1960, il est diplômé du Pratt Institute de Brooklyn pratiquement dix années après l’apparition du pop art[précision nécessaire]. 
L’artiste réalise des œuvres sur papiers mais également des peintures sur toile. Dans ces deux médiums Gianakos représente des personnages, le plus souvent féminins, qu’elles soient jeunes, pin-ups, ou qu’elles aient une tête d’amphore, elles se trouvent bien souvent dans des situations incongrues. Les scènes sont parfois érotiques, humoristiques et caricaturales et ont pour objectif de révéler la névrose et le malaise d’une société américaine et occidentale.
« En ce sens, Steve Gianakos est assez proche de Woody Allen – son contemporain et ami[réf. nécessaire] - qui dans ses meilleurs films montre ce qui semble parfaitement daté et localisé, typique et codé comme une typologie de la vie new-yorkaise, comme le fait d’une configuration psychologique universelle et d’un travail sur le détail qui situe le sens et le non-sens comme le lapsus ou l’acte manqué dans la psychopathologie de la vie quotidienne de Freud, à la racine même de l’humain. »
Steve Gianakos travaille principalement par assemblage de photocopies, copiant plusieurs fois certains motifs qu’il introduit ensuite dans différents dessins. Il réalise ses compositions en puisant dans une banque d’image personnelle qu’il alimente et utilise depuis le tout début de son travail. Il est ainsi possible de reconnaître certaines formes, objets et silhouettes utilisées depuis les années 1970 à aujourd’hui. Steve Gianakos dessine, photocopie, colle, assemble et redessine créant des sortes de palimpsestes. Lorsqu’il s’agit d’une peinture, le procédé est le même, l’artiste assemble ses formes et peint d’un simple trait, le plus souvent en noir sur fond blanc. En peinture ce dernier travaille par série en modifiant les scènes à quelques objets près. Gianakos utilise épisodiquement la couleur dans quelques œuvres sur papier.
Les femmes de Steve Gianakos sont empruntées aux publicités des années 1950 et 1960. Il reprend aussi les codes de la bande dessinée : ses œuvres au graphisme simple, sont réalisées par aplats et son trait épais traduit une fausse naïveté. Si l’œuvre de Gianakos s’inscrit dans le pop art, il en utilise les codes tout en s’en détachant. L’artiste introduit des références à l’histoire de l’art ; quelques œuvres par exemple convoquent explicitement le traitement des corps et des visages de Picasso comme It was rumored to be (1999) ou Deciding to try her hand at interior decorating (1993).
Les titres de Gianakos donnent très souvent un second regard ou seconde interprétation à l’œuvre, agissant comme un sous-titre, ou comme le texte d’un comic. Pour l’artiste, il s’agit de décrire des saynètes de la vie quotidienne entre violence et dérision, repoussant les limites de l’acceptable et de l’imagination.
Il est souvent rapproché d’artistes comme Robert Crumb pour ses dessins satiriques et John Wesley peintre issu du pop-art.
« En bon artiste américain, voire new-yorkais, Steve Gianakos se situe d’emblée dans une partie des arts plastiques et de la création qui dérive historiquement de l’univers de pop art par le référent explicité à la culture populaire, aux caricatures et à la bande dessinée. Cependant, même si l’admiration de Steve Gianakos pour Roy Lichtsenstein est réelle (et selon Robert Rosenblum, celle de Roy Lichtsenstein pour Steve Gianakos en retour), leurs œuvres, malgré l’apparente familiarité, divergent sur un point majeur : chez Gianakos il n’y a jamais de citation culturelle, artistique ou stylistique, mais production d’une écriture et création artistique au premier degré ».

## Expositions personnelles
- 2017 : Steve Gianakos, Musée des Beaux-Arts de Dôle, Dôle
- 2017 : Semiose galerie, Paris
- 2015 : Semiose galerie, Paris
- 2014 : Accessories and Other Girlie Desires, Fredericks & Freiser Gallery, New York
- 2014 : Freiser Gallery, New York
- 2012 : AD Gallery, Athènes
- 2010 : Steve Gianakos, Municipal Gallery of Chania
- 2009 : Fredericks & Freiser Gallery, New York
- 2009 : AD Gallery, Athènes
- 2009 : Daniel Weinberg Gallery, Los Angeles
- 2007 : AD Gallery, Athènes
- 2004 : Fredericks & Freiser Gallery, New York
- 2003 : Daniel Weinberg Gallery, Los Angeles
- 2003 : New Pantings, Fredericks & Freiser Gallery, New York
- 2001 : Whatever Tickles Your Fancy: Works from the 70’s to the Present, Fredericks & Freiser Gallery, New York
- 2001 : AD Gallery, Athènes
- 2001 : LS Gallery, Elounda Crete
- 1997 : AD Gallery, Athènes
- 1994 : Works from the 70’s, 80’s and 90’, Hofstra University, Hempstead
- 1993 : Barbara Toll Fine Arts, New York
- 1990 : Greenville County Museum of Art, Greenville
- 1990 : Asher/Faure Gallery, Los Angeles
- 1983 : Barbara Gladstone Gallery, New York
- 1982 : Asher/Faure Gallery, Los Angeles
- 1982 : Texas Gallery, Houston
- 1980 : Texas Gallery, Houston
- 1979 : Steve Gianakos : Recent Works, Contemporary Arts Museum, Houston
- 1979 : Droll/Kolbert Gallery, New York
- 1976 : Alessandra Gallery, New York
- 1974 : The Clocktower, Institute for Art and Urban Resources, New York
- 1974 : Steve Gianakos : Recent Works, MoMA PS1, New York
- 1969 : Fischbach Gallery, New York

## Expositions collectives (sélection)
- 2015 : Condensed Times And Imploding Worlds, curateur : Jeanette Zwingenberger, Galerie Ernst Hilger, Vienne
- 2015 : When Couneter Culture Meets Society, AD Gallery, Athènes
- 2014 : Disturbing Innocence, The FLAG Art Fondation, New York
- 2014 : Pop Abstraction, Freidericks & Freiser and Garth Greenan Gallery, New York
- 2012 : Exquisite Corpses: Drawing and Disfiguration, Museum of Modern Art (MoMA), New York
- 2012 : Counter Culture: The emergence of a new social subject 1983-2012, CAMP, Athènes
- 2012 : The Athens Underground 1964-1983, CAMP, Athènes
- 2012 : The Way We Live Now, Brooke Alexander Gallery, New York
- 2012 : Under The Influence : The Comics, Lehman College Art Gallery, New York
- 2011 : Polyglossia, Onassis Cultural Centre, Athènes
- 2009 : Exile on Main St., Bonnefantenmuseum, Maastricht
- 2008 : Visual Arts in Greece 3, And Now?, State Museum of Contemporary Art, Thessalonique
- 2008 : What Does New and Interesting Mean?, AD Gallery, Athènes
- 2007 : The City: from Adaptation to Transcendence, part of Remap KM project, Athènes
- 2007 : Franz West, Martin Eder, Steve Gianakos, Fredericks & Freiser Gallery, New York
- 2007 : Drawings That Are Small and Really Good, Fredericks & Freiser Gallery, New York
- 2002 : Art in the Toon Age, Kresge Art Museum, East Lansing
- 2001 : Garden State, Fredericks Freiser Gallery, New York
- 2001 : Brooklyn Collects, Brooklyn Museum, New York
- 2000 : Century, State Museum of Contemporary Art, Thessalonique
- 1999 : Century, Queens Museum of Art, New York
- 1994 : Water Works, Edward Thorp Gallery, New York
- 1994 : U.S. Dept. of State Art in Embassies Program, Washington
- 1993 : Collage, Brian Gross Fine Art, San Francisco
- 1993 : Inadvertently, Asher/Faure Gallery, Los Angeles
- 1993 : Gallery Artists, Barbara Toll Fine Arts, New York
- 1993 : Laughing Matters, Gallery 400, The University of Illinois, Chicago
- 1992 : Re-Framing Cartoons, Wexner Center for the Arts, Columbus
- 1991 : Word As Image: American Art 1960–1990, Contemporary Arts Museum Houston, Houston
- 1990 : Word as Image: American Art 1960-90, Milwaukee
- 1990 : Arts Museum, Milwaukee WI & Contemporary Artd Museum, Houston
- 1990 : Re-Framing Cartoons, Loughelton Gallery, New York
- 1990 : Black and White Works on Paper, Linda Cathcart Gallery, Santa Monica
- 1990 : La Menagerie, Pfizer Inc., (MoMA Art Advisory Service), New York
- 1989 : Recent Print Acquisitions, The Brooklyn Museum, New York
- 1989 : Face Off, Edward Thorp Gallery, New York
- 1989 : A Feast for the Eyes, Pfizer Inc., (MoMA Art Advisory Service), New York
- 1989 : Art for your Collection, Rhode Island School of Design, Providence
- 1989 : The Mindful Page, Contemporary Arts Museum Houston
- 1988 : Black and White, Barbara Toll Fine Arts, New York
- 1987 : Art Against Aids, Barbara Toll Fine Arts, New York
- 1987 : Contemporary Diptychs: Divided Visions, Whitney Museum at Equitable Center, New York
- 1987 : Strong Statements in Black and White, James Goodman Gallery, New York
- 1987 : Logical Foundations, Pfizer Inc., (organized by MoMA Art Advisory Service), New York
- 1987 : Situations, General Electric, organized by MoMA Art Advisory Service, New York
- 1986 : Sacred Images in Secular Art, Whitney Museum of American Art, New York
- 1986 : Painting and Sculpture Today: 1986, Indianapolis Museum of Art, Indianapolis
- 1986 : Barbara Toll Fine Arts, New York

## Collections publiques et privées
- Brooklyn Museum, New York (USA)
- Chase Manhattan Bank, New York (USA)
- Contemporary Arts Museum, Houston (USA)
- Eolos Foundation, Athens (GR)
- The Judith Rothschild Foundation Contemporary Drawing Collection, New York (USA)
- MoMA - Museum of Modern Art, New York (USA)
- Neuberger Museum, Purchase (USA)
- University Museum, Berkeley (USA)
- Solomon R. Guggenheim Museum, New York (USA)
- Whitney Museum of America Art, New York (USA)